# Адміністративний устрій Закарпатської області

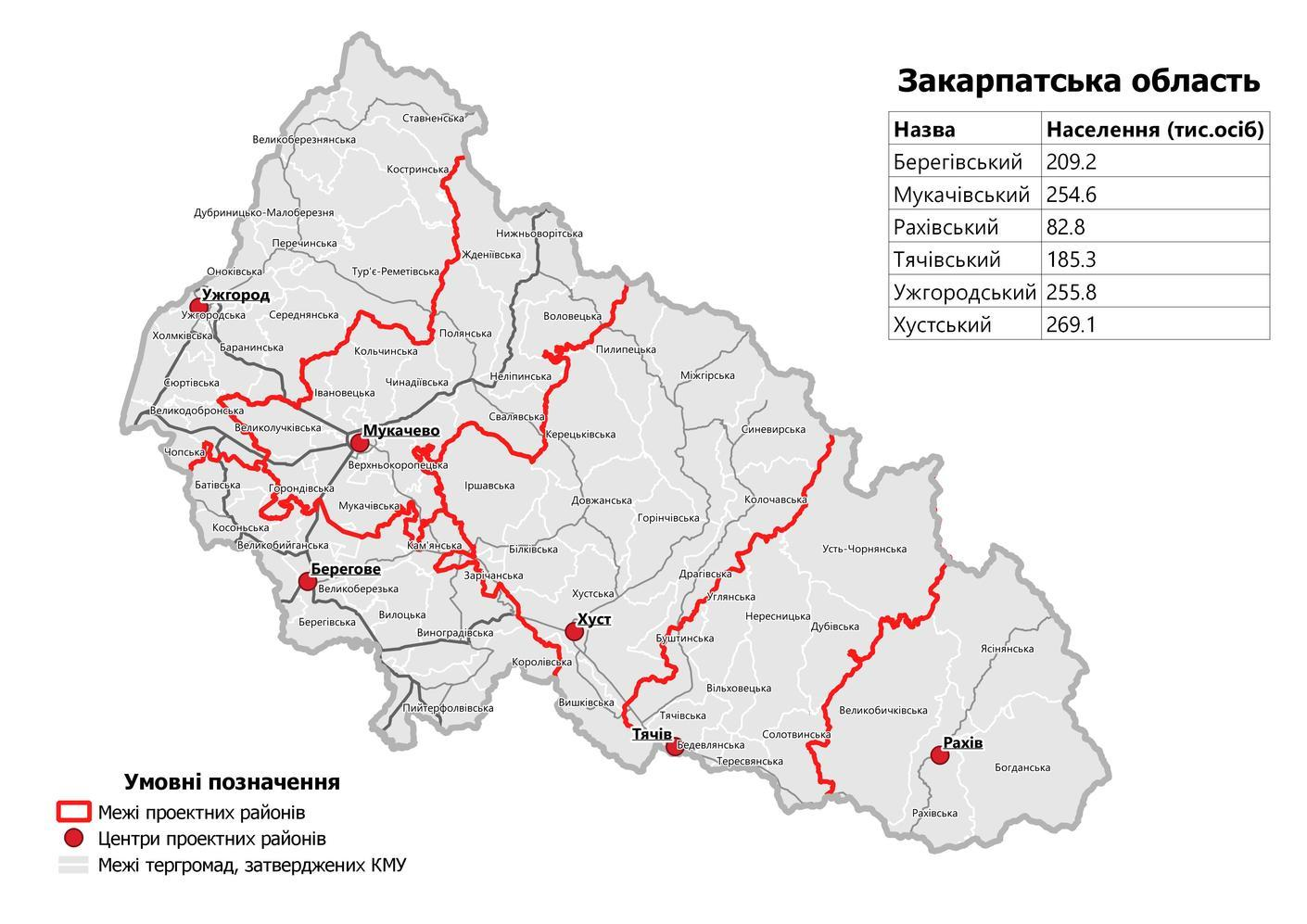
Адміністративний устрій Закарпатської області з 2020 року

Адміністративний устрій Закарпатської області — це поділ Закарпатської області на адміністративні одиниці: райони та територіальні громади.
Історична дата утворення Закарпатської області: 22 січня 1946 року. З 2020 року Закарпатська область складається з 6 районів та 64 ТГ. Всього в області 11 міст, 19 селища міського типу, 579 сільських населених пунктів, селищ немає, тому відповідно сіл 579.

## Адміністративні одиниці

### Райони
|   | Назва району       | Герб | Адміністративний центр району | Населення (тисяч осіб) | Площа (тис. км²) |
| - | ------------------ | ---- | ----------------------------- | ---------------------- | ---------------- |
| 1 | Берегівський район |      | Берегове                      | 209.2                  | 1.5              |
| 2 | Мукачівський район |      | Мукачево                      | 254.6                  | 2.1              |
| 3 | Рахівський район   |      | Рахів                         | 82.8                   | 1.8              |
| 4 | Тячівський район   |      | Тячів                         | 185.3                  | 1.9              |
| 5 | Ужгородський район |      | Ужгород                       | 255.8                  | 2.4              |
| 6 | Хустський район    |      | Хуст                          | 269.1                  | 3.2              |

### Територіальні громади
У Закарпатській області утворено 64 ТГ.
| Район        | Кількість територіальних громад | Територіальні громади |
| ------------ | ------------------------------- | --- |
| Берегівський | 10                              | Берегівська, Виноградівська міські, Великоберезька, Великобийганська, Косоньська, Пийтерфолвівська, Кам'янська сільські, Батівська, Вилоцька, Королівська селищні територіальні громади                                                                          |
| Мукачівський | 13                              | Мукачівська, Свалявська міські, Нижньоворітська, Великолучківська, Верхньокоропецька, Горондівська, Івановецька, Неліпинська, Полянська сільські, Воловецька, Жденіївська, Кольчинська, Чинадіївська селищні територіальні громади                               |
| Рахівський   | 4                               | Великобичківська, Ясінянська селищні, Рахівська міська, Богданська сільська територіальні громади |
| Тячівський   | 10                              | Тячівська міська, Бедевлянська, Вільховецька, Нересницька, Углянська сільські, Буштинська, Дубівська, Солотвинська, Тересвянська, Усть-Чорнянська селищні територіальні громади                                                                                  |
| Ужгородський | 14                              | Ужгородська, Чопська, Перечинська міські, Костринська, Ставненська, Дубриницько-Малоберезнянська, Тур'є-Реметівська, Баранинська, Великодобронська, Оноківська, Сюртівська, Холмківська сільські, Великоберезнянська, Середнянська селищні територіальні громади |
| Хустський    | 13                              | Хустська, Іршавська, Білківська, Довжанська, Зарічанська, Колочавська, Пилипецька, Синевирська, Керецьківська, Горінчівська, Драгівська сільські, Міжгірська, Вишківська селищні територіальні громади                                                           |

## Історія
9 листопада 1953 року перетворено всі адміністративні округи на райони Закарпаття; перейменовано Севлюзький на Виноградівський район, Воловський — на Міжгірський район.
У 1962 р. після укрупнення залишилось 5 районів. Отже скасовувались 8 районів: Великоберезнянський, Виноградівський, Воловецький, Іршавський, Міжгірський, Рахівський, Свалявський та Ужгородський. У 1965 р. деякі з них були відновлені до 11. У грудні 1966 р. відновилось ще 2 райони: Великоберезнянський та Воловецький.
За останні 10 років в адміністративно-територіальному устрої області сталися суттєві зміни. Надано статус сільських населених пунктів 8 селищам міського типу: Колочава, Майдан — Міжгірського району, Ільниця, Довге — Іршавського, Тур'ї Ремети — Перечинського, Поляна — Свалявського, Нижні Ворота — Воловецького та Богдан — Рахівського районів. У 2004 році Перечин отримав статус міста районного значення.
Постановами Верховної Ради України в 1998 році м. Хуст, в 2001 році м. Берегове, а в 2003 році Чоп віднесено до міст обласного значення, з підпорядкуванням Хустській міській раді сіл Зарічне, Кіреші, Чертіж та Берегівській — села Затишне.
За зазначений період утворено 31 сільську раду та відновлено раніше об'єднаних і ліквідованих 9 сільських поселень.
Певні зміни відбулися в перейменуванні сільських рад та сільських поселень. На території щільного проживання населення угорської національності повернуто історичні назви 38 селам у Берегівському, Виноградівському, Мукачівському та Ужгородському районах. Проведено також уточнення назв 80 сільських поселень.
17 липня 2020 року Верховна Рада України ухвалила Постанову «Про утворення та ліквідацію районів». Згідно з нею, в Україні запроваджено новий адміністративний поділ. Зокрема, у Закарпатській області було ліквідовано 13 районів та створено 6 нових: Берегівський, Мукачівський, Рахівський, Тячівський, Ужгородський та Хустський.

## Райони Закарпатської області до 2020 року
У 1927 році Підкарпатська Русь була поділена на 12 округ з окружними центрами Берегове, Великий Березний, Волове, Іршава, Мукачеве, Перечин, Рахів, Свалява, Севлюш, Тячево, Ужгород, Хуст.
У 1946 році було утворено Воловецький район, Севлюш перейменовано на Виноградів; 1953 року Волове [поле] перейменовано на Міжгір'я. 2017 Мукачеве на Мукачево
9 листопада 1953 року округи були перейменовані на райони.
Поділ 1927 року в основних рисах зберігався до липня 2020 року. Районними центрами Закарпаття були Берегове, Великий Березний, Виноградів, Воловець, Іршава, Міжгір'я, Мукачево, Перечин, Рахів, Свалява, Тячів, Ужгород, Хуст.
| №  | Район               | Населення (станом на 01.01.2011) | Площа, км2 | Адміністративний центр | Мапа | Адміністративний поділ |
| 1  | Берегівський        | 51720                            | 635        | Берегове               |      | докладніше             |
| 2  | Великоберезнянський | 26414                            | 809        | Великий Березний       |      | докладніше             |
| 3  | Виноградівський     | 118489                           | 697        | Виноградів             |      | докладніше             |
| 4  | Воловецький         | 24325                            | 544        | Воловець               |      | докладніше             |
| 5  | Іршавський          | 98865                            | 944,47     | Іршава                 |      | докладніше             |
| 6  | Міжгірський         | 48186                            | 1166       | Міжгір'я               |      | докладніше             |
| 7  | Мукачівський        | 100620                           | 998        | Мукачеве               |      | докладніше             |
| 8  | Перечинський        | 31131                            | 631        | Перечин                |      | докладніше             |
| 9  | Рахівський          | 90783                            | 1892       | Рахів                  |      | докладніше             |
| 10 | Свалявський         | 54231                            | 673        | Свалява                |      | докладніше             |
| 11 | Тячівський          | 172959                           | 1818       | Тячів                  |      | докладніше             |
| 12 | Ужгородський        | 68362                            | 870        | Ужгород                |      | докладніше             |
| 13 | Хустський           | 95272                            | 975        | Хуст                   |      | докладніше             |

Міста обласного значення
- Берегове
- Мукачеве
- Ужгород
- Хуст
- Чоп